# Totally Accurate Battle Simulator
Totally Accurate Battle Simulator (abbreviato spesso in TABS) è un videogioco di strategia basato sulla fisica ragdoll sviluppato e pubblicato da Landfall Games. Una versione alpha è stata inizialmente pubblicata nel 2016 ad accesso limitato. La early access è uscita nel 2019, mentre il 1º aprile 2021 è stata pubblicata la versione completa per Windows e macOS. In seguito quest'ultima versione è uscita anche per Xbox One il 5 ottobre 2021, per Nintendo Switch il 3 novembre 2022, per PlayStation 4 il 5 settembre 2023 e per PlayStation 5 il 17 dicembre 2024. Dalla sua prima uscita, TABS ha ricevuto numerosi aggiornamenti gratuiti che hanno aggiunto nuovi contenuti quali ad esempio mappe e unità, nonché la correzione di bug e aumenti delle performance. 

## Modalità di gioco
TABS è basato sulla fisica ragdoll, che utilizza nei movimenti delle unità nelle battaglie. Il gioco ha due modalità: Campagna e Sandbox. Nella prima, al giocatore viene assegnata una limitata quantità di denaro in-game che utilizza per reclutare unità con le quali sconfiggere le forze nemiche. Nella seconda invece non esistono limiti monetari e il giocatore crea entrambi gli eserciti. In entrambe, i due schieramenti possono sia essere schierati in formazione uno di fronte all'altro sia avere uno dei due eserciti che circonda l'altro. Quando il giocatore preme il tasto "Inizia", la battaglia incomincia con i due eserciti che avanzano verso l'un l'altro per attaccarsi a vicenda. Una volta che uno dei due schieramenti è stato sconfitto, il tempo si blocca e il giocatore è informato di chi dei due abbia vinto. Sebbene normalmente la battaglia venga vinta quando l'esercito avversario viene totalmente eliminato, un aggiornamento di maggio 2020 ha aggiunto la possibilità di vincita attraverso altri metodi, come il riuscire a sopravvivere per una certa quantità di tempo oppure l'eliminare una specifica unità nemica. Nel corso di una battaglia, il giocatore può sia fare da spettatore muovendo la telecamera o rallentando il tempo, sia farne parte controllando una singola unità in prima o terza persona.
Il gioco ha oltre 130 unità suddivise in quattordici fazioni, che sono per lo più tematiche di diverse culture ed epoche della storia umana. Tali fazioni includono la fazione tribale (preistoria), quella dei contadini (rivoluzione neolitica ), quella medievale (medioevo), quella antica (era classica), quella vichinga (era vichinga), quella dinastica (periodo Sengoku e dinastia Ming), quella rinascimentale (rinascimento italiano), quella dei pirati (età d'oro della pirateria) e quella del selvaggio west (far west). Ci sono anche cinque fazioni immaginarie: spettrale, bene (angelico), male (demoniaco), segreta e legacy. Alcune di queste unità sono nascoste e per essere sbloccate bisogna prima trovare un oggetto a loro collegate nelle mappe. Molte unità potenti (e quindi anche costose) hanno abilità speciali come ad esempio il volo, la deviazione dei proiettili o l'evocazione di tornado. Esistono mappe ispirate da una fazione (come ad esempio le mappe medioevali) e mappe di simulazione. 
Nel dicembre del 2020 è stato inserito con un aggiornamento il creatore di unità, che permette di creare unità personalizzate scegliendone armi, vestiario, abilità e statistiche. Nel 2021 furono aggiunti in due aggiornamenti separati il multiplayer (sia online che locale) e il creatore di mappe, quest'ultimo simile al già citato creatore di unità per funzionamento. Tutti i contenuti personalizzati come unità e mappe possono essere condivisi e scaricati tra giocatori nel gioco tramite un workshop apposito.

## Sviluppo
Il gioco è stato sviluppato utilizzando il motore di gioco Unity. Landfall Games ha pubblicato il download della alpha per le persone che si sono iscritte al loro sito web nel luglio 2016, in seguito il gioco è stato pubblicato in versione alpha aperta nel novembre 2016. La versione completa del gioco è stata pubblicata in accesso anticipato su Steam il 1º aprile 2019 per Windows e macOS.
Il 9 giugno 2019, durante l'E3, Xbox ha annunciato che TABS sarebbe arrivato su Xbox One nell'Xbox Game Pass più avanti nello stesso anno. Il 1° aprile 2020 è stato pubblicato un contenuto scaricabile gratuito per il gioco, intitolato Bug DLC, per un periodo di tempo limitato. I giocatori potevano acquistare il DLC e metà del ricavato è stato donato a Medici Senza Frontiere.
Il gioco è uscito definitivamente per Windows e macOS il 1º aprile 2021, e in seguito per Xbox One il 5 ottobre 2021 e per Switch il 3 novembre 2022. È uscito per PlayStation 4 il 5 settembre 2023 e per PlayStation 5 il 17 dicembre 2024.

## Accoglienza
Il gioco ha ricevuto recensioni generalmente positive. È stato definito come un "combattimento caotico buffo e stimolante", e la sua grafica "sciocca e con una fisica del corpo traballante" sono state considerate parte del "fascino di un simulatore altrimenti realistico". Il gioco è stato anche descritto come "brillante nella sua semplicità" ed "eccezionale".